# In the Garden
In the Garden je prvi studijski album britanskog sastava Eurythmics.

## Popis pjesama
Sve pjesme napisali su Annie Lennox i David A. Stewart, osim gdje je drukčije navedeno.
1. "English Summer" (Lennox, Stewart, Roger Pomphrey) - 4:02
2. "Belinda"  - 3:58
3. "Take Me to Your Heart" - 3:35
4. "She's Invisible Now" - 3:30
5. "Your Time Will Come" - 4:34
6. "Caveman Head" (Lennox, Stewart, Pomphrey) - 3:59
7. "Never Gonna Cry Again" - 3:05
8. "All the Young (People of Today)" - 4:14
9. "Sing-Sing" - 4:05
10. "Revenge" - 4:31

Dodatne pjesme na izdanju iz 2005.
1. "Le Sinestre" - 2:44
2. "Heartbeat Heartbeat" - 2:02
3. "Never Gonna Cry Again" (uživo) - 4:36
4. "4/4 in Leather" (uživo) - 3:05
5. "Take Me to Your Heart" (uživo) - 4:57